# آورباخ (فوكتلاند)
آورباخ (بالألمانية: Auerbach (Vogtland)) هي مدينة، Grosse Kreisstadt و بلدة ألمانية تقع في ألمانيا في فوكتلاندكرايس.

## المدن التوأمة
مدن غرفنبرويش، Buchenbach، Strzegom و Ballrechten-Dottingen هي مدن توأمة لـآورباخ (فوكتلاند).

## معرض صور

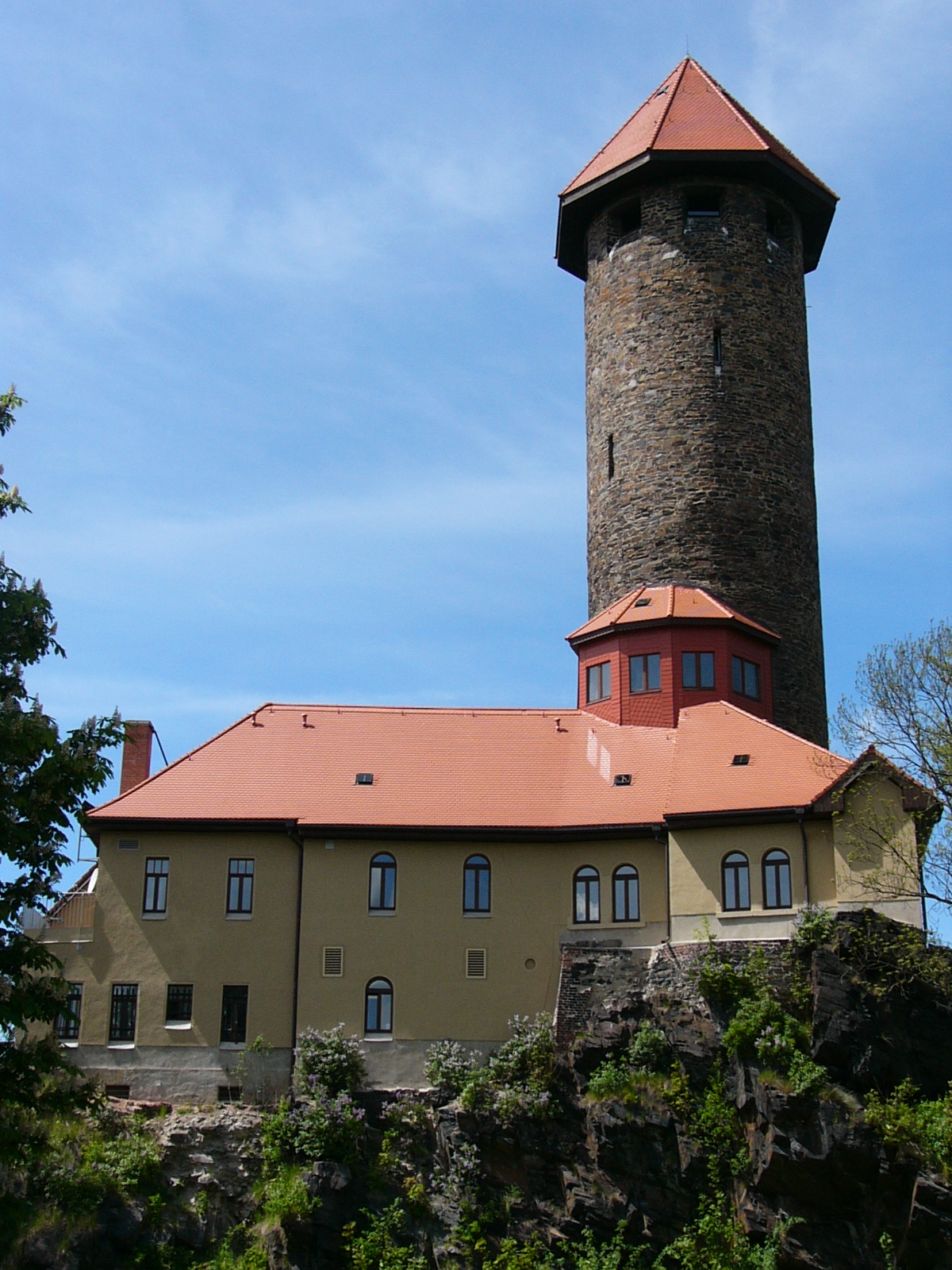
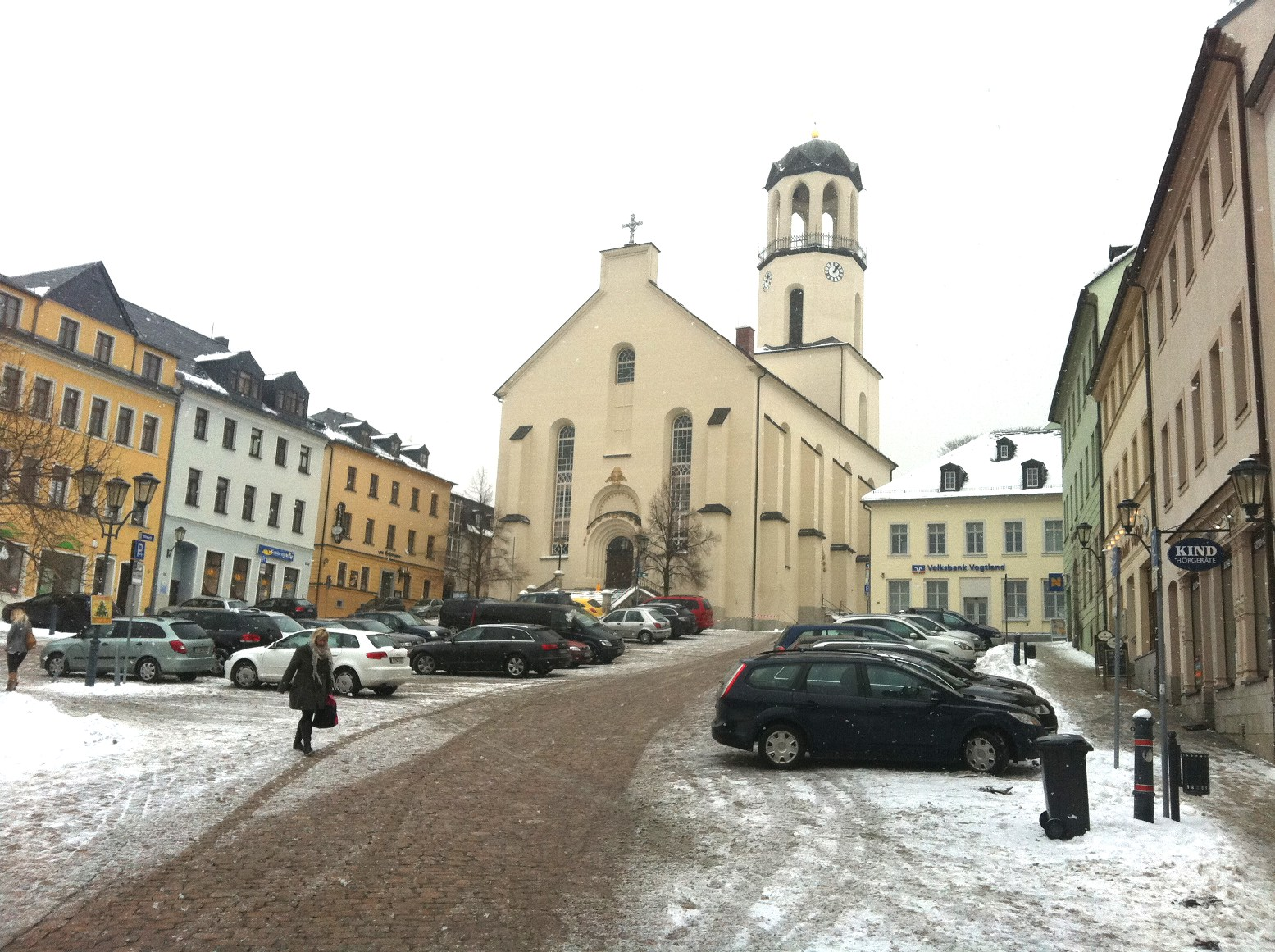
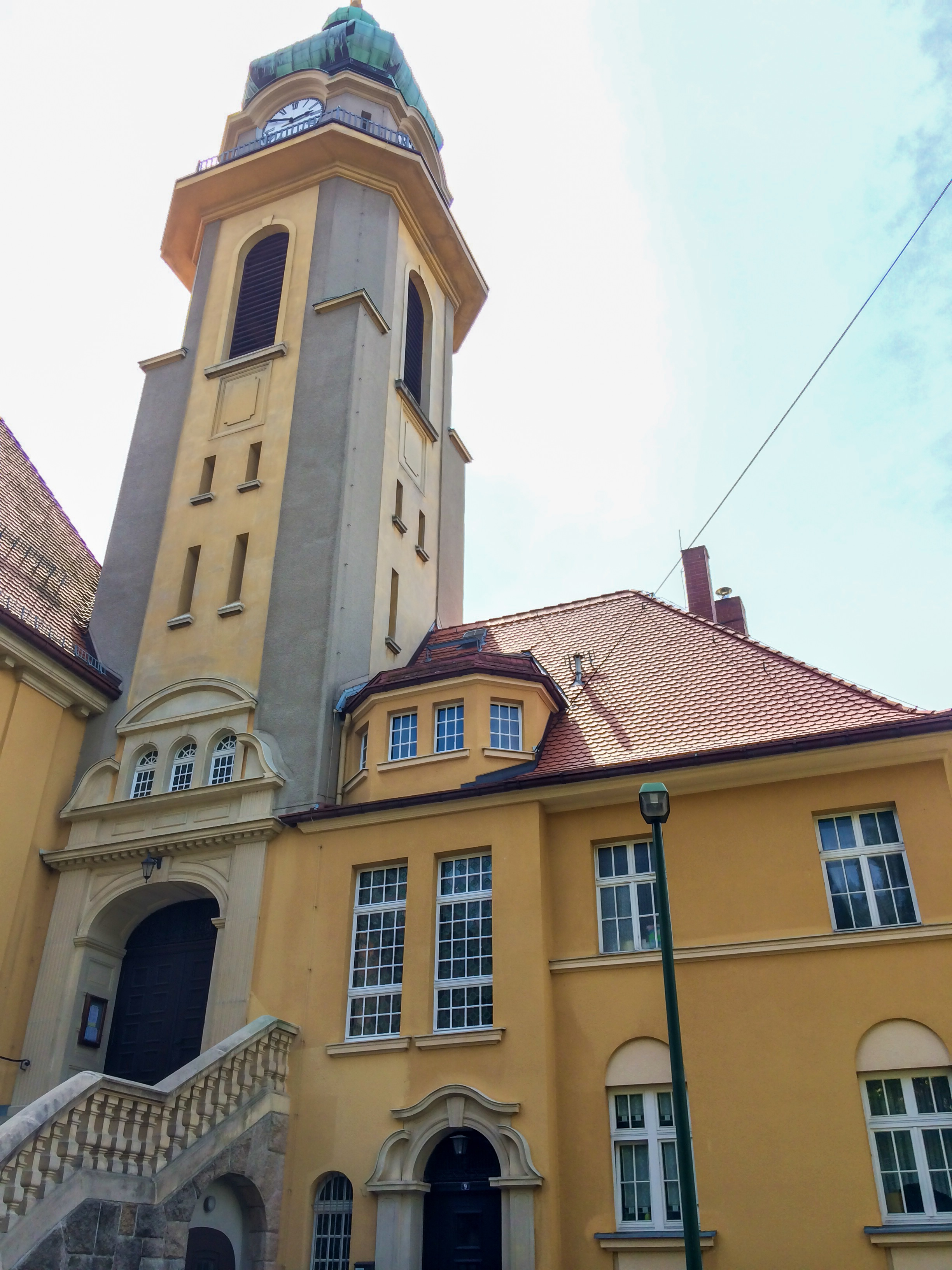
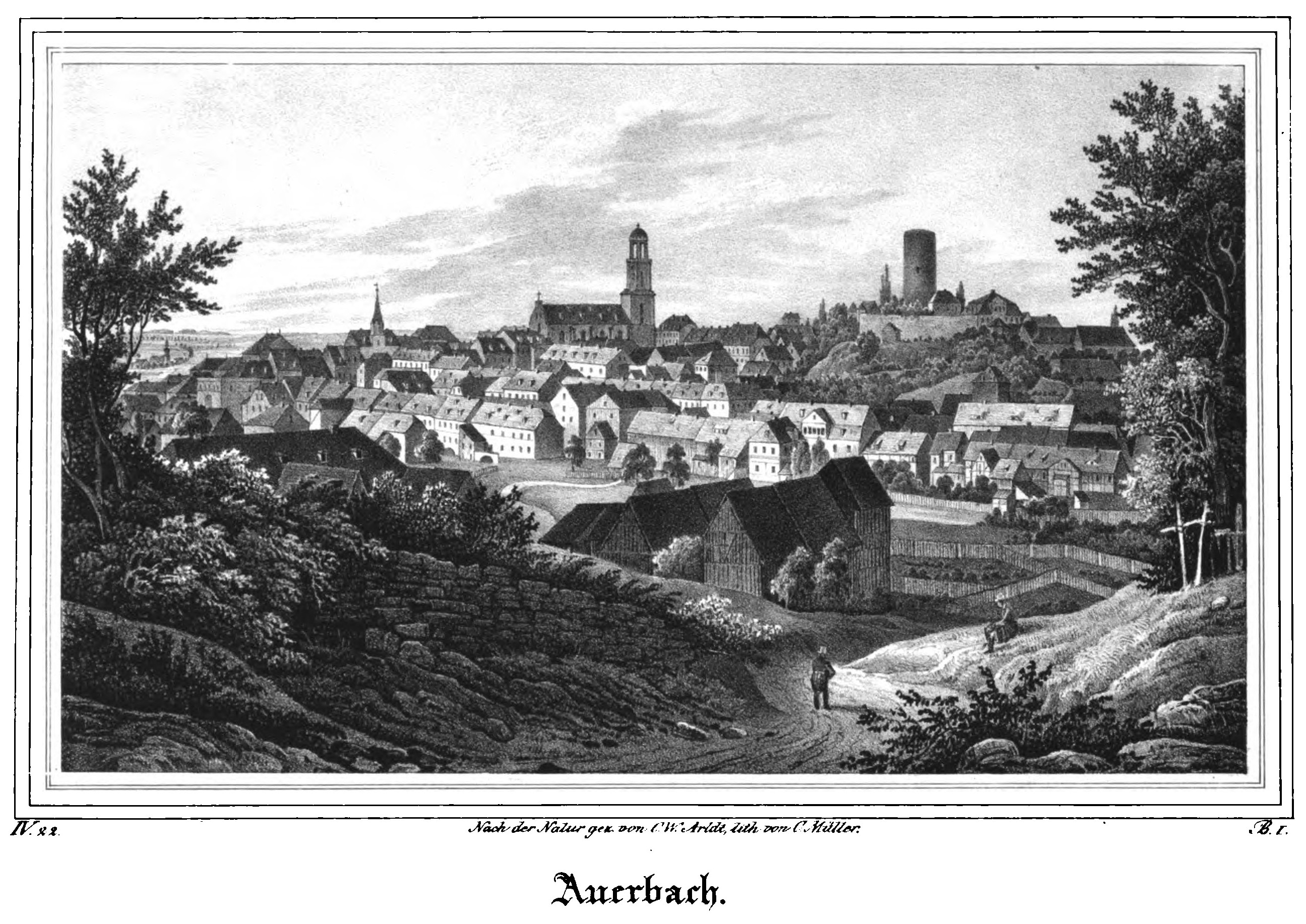

## أعلام
- ويلهلم هينريتش أكرمان